# Trigonotis
- Commons
- Wikispecies

Trigonotis é um gênero de plantas pertencente à família Boraginaceae.